# Calamus cervigoni
Calamus cervigoni är en fiskart som beskrevs av Randall och Caldwell, 1966. Calamus cervigoni ingår i släktet Calamus och familjen havsrudefiskar. IUCN kategoriserar arten globalt som livskraftig. Inga underarter finns listade.